# Kaufbeuren

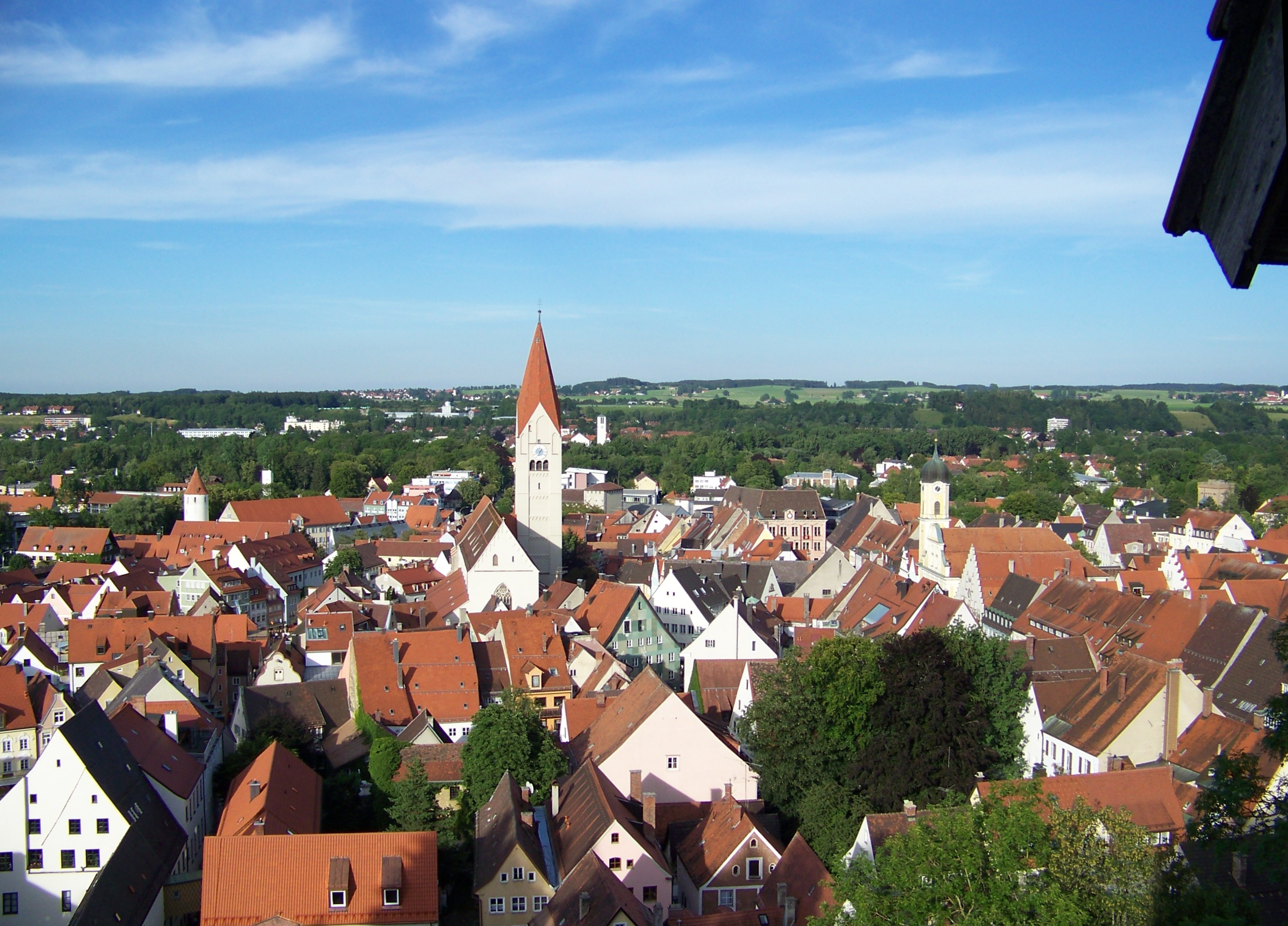
Die Kaufbeurer Altstadt vom Fünfknopfturm aus

Kaufbeuren (mittelalterlich: Buron) ist eine kreisfreie Stadt im bayerischen Allgäu. Die frühere Reichsstadt und heutige Mittelstadt ist mit 46.193 Einwohnern die viertgrößte Stadt im Regierungsbezirk Schwaben. Kaufbeuren ist vollständig vom Landkreis Ostallgäu umgeben und liegt etwa in der Mitte zwischen München und Lindau. Im Jahre 2013 wurde die Stadt zum Oberzentrum aufgestuft. Kaufbeuren nennt sich aufgrund seiner Randlage zum Allgäu auch Tor ins Allgäu. Seit 2019 ist Kaufbeuren Hochschulstadt. Kaufbeuren ist Verwaltungssitz der Planungsregion Allgäu und befindet sich außerdem innerhalb der Metropolregion München. Der wirtschaftliche Einzugsbereich Kaufbeurens hat rund 140.000 Einwohner.

## Geografie

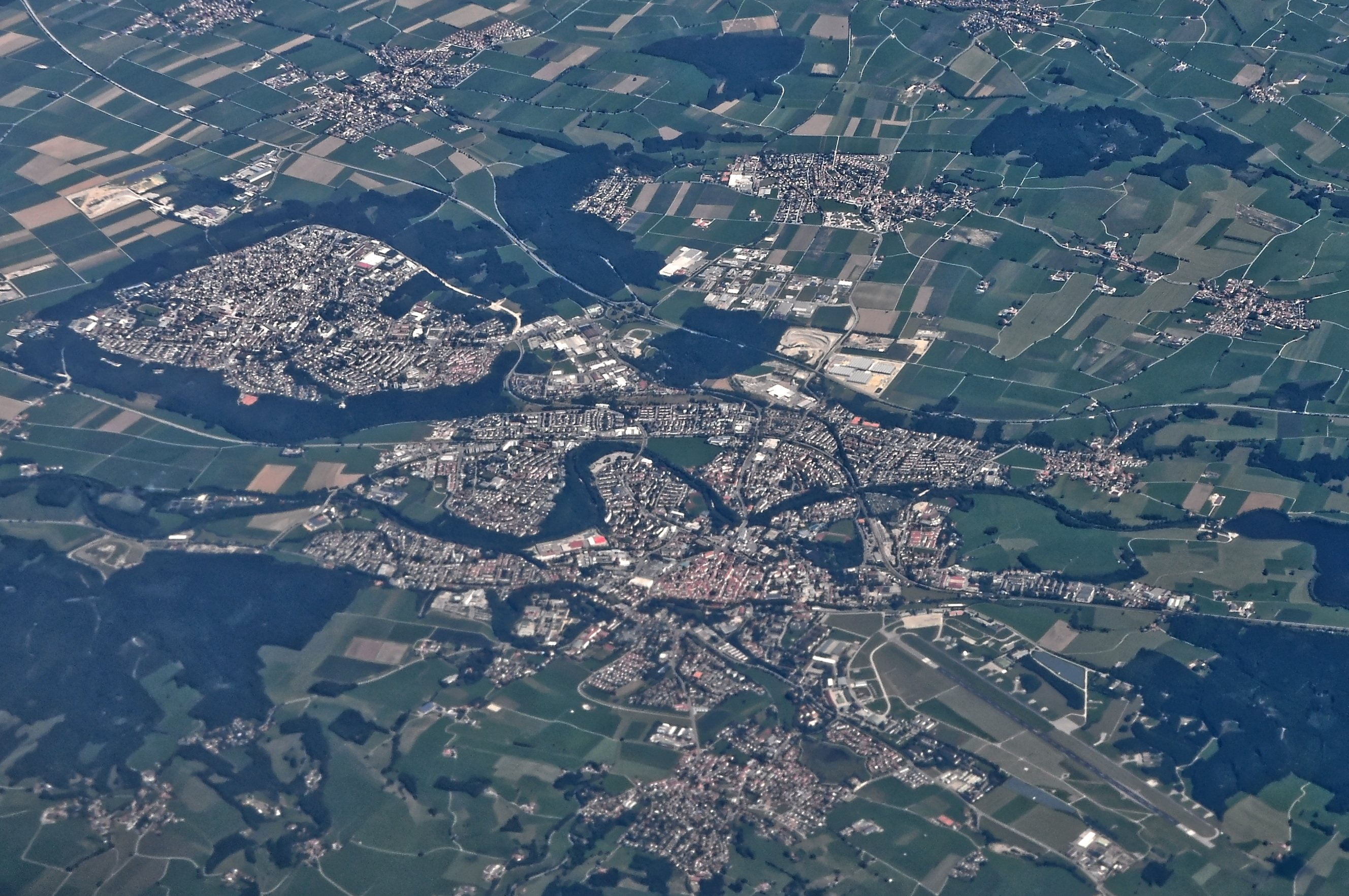
Kaufbeuren von oben

Die Stadt liegt in einem Moränental am Fluss Wertach und gliedert sich in die zwei großen, räumlich getrennten Quartiere Kaufbeuren-Altstadt und Kaufbeuren-Neugablonz sowie einige eingemeindete Dörfer der Umgebung. Neugablonz ist eine typische bayerische Vertriebenenstadt, die nach dem Zweiten Weltkrieg auf einem ringsum von Wald umgebenen Gelände einer ehemaligen Munitionsanstalt der Dynamit-AG entstanden ist.
Zur Stadt Kaufbeuren gehören die neun amtlich benannten Ortsteile Kaufbeuren (Alt- u. Kernstadt) (ca. 24.200 Einwohner) und Kaufbeuren-Neugablonz (ca. 13.800 Einwohner), Oberbeuren (ca. 3.600 Einwohner), Hirschzell (ca. 2.100 Einwohner), Kleinkemnat (ca. 400 Einwohner mit Großkemnat und Ölmühlhang), Großkemnat, Märzisried, Ölmühlhang und Sankt Cosmas. Die ehemals eigenständigen Dörfer Oberbeuren, Hirschzell, Kleinkemnat, Großkemnat haben sich ihren dörflichen Charakter bewahren können.
Wenige Kilometer nordwestlich von Kaufbeuren liegt Irsee mit dem bekannten Tagungs- und Bildungszentrum Kloster Irsee.

## Geschichte

### Anfänge der Ansiedlung
Archäologische Funde belegen Siedlungsaktivitäten in der Region Kaufbeuren in fast allen Epochen ab der Jungsteinzeit. In und um die Stadt finden sich hallstattzeitliche Grabhügel, auf der Vorderen Märzenburg liegen Reste einer bronzezeitlichen Siedlung. Ferner gibt es nahe der Stadt bei Frankenhofen eine keltische Viereckschanze.
Mit dem Auftreten der Römer ab 15 v. Chr. wurde die Region erstmals staatlich erfasst und administrativ erschlossen. Ab Ende des 5. Jahrhunderts ließen sich Alamannen in der Region, die die Römer 401 n. Chr. verlassen hatten und nun den Ostgoten unterstand, nieder. Raumpolitisch bedeutsam wurde Kaufbeuren erst nach der endgültigen Unterwerfung der Alamannen durch die Franken unter Karl Martell und Pippin dem Jüngeren 730 bzw. 746. Ausgang der Kaufbeurer Siedlung war vermutlich ein fränkisch-karolingischer Reichshof, der Mitte des 8. Jahrhunderts in der Oberbeurer Urmark gegründet wurde. Der Hof diente als Verwaltungssitz zur Kolonialisierung des Umlandes und aufgrund der Nähe zum Lech, der die Grenze zum bayrischen Herzogtum markierte, als militärisches Rückzugsgebiet.

### Hochmittelalter

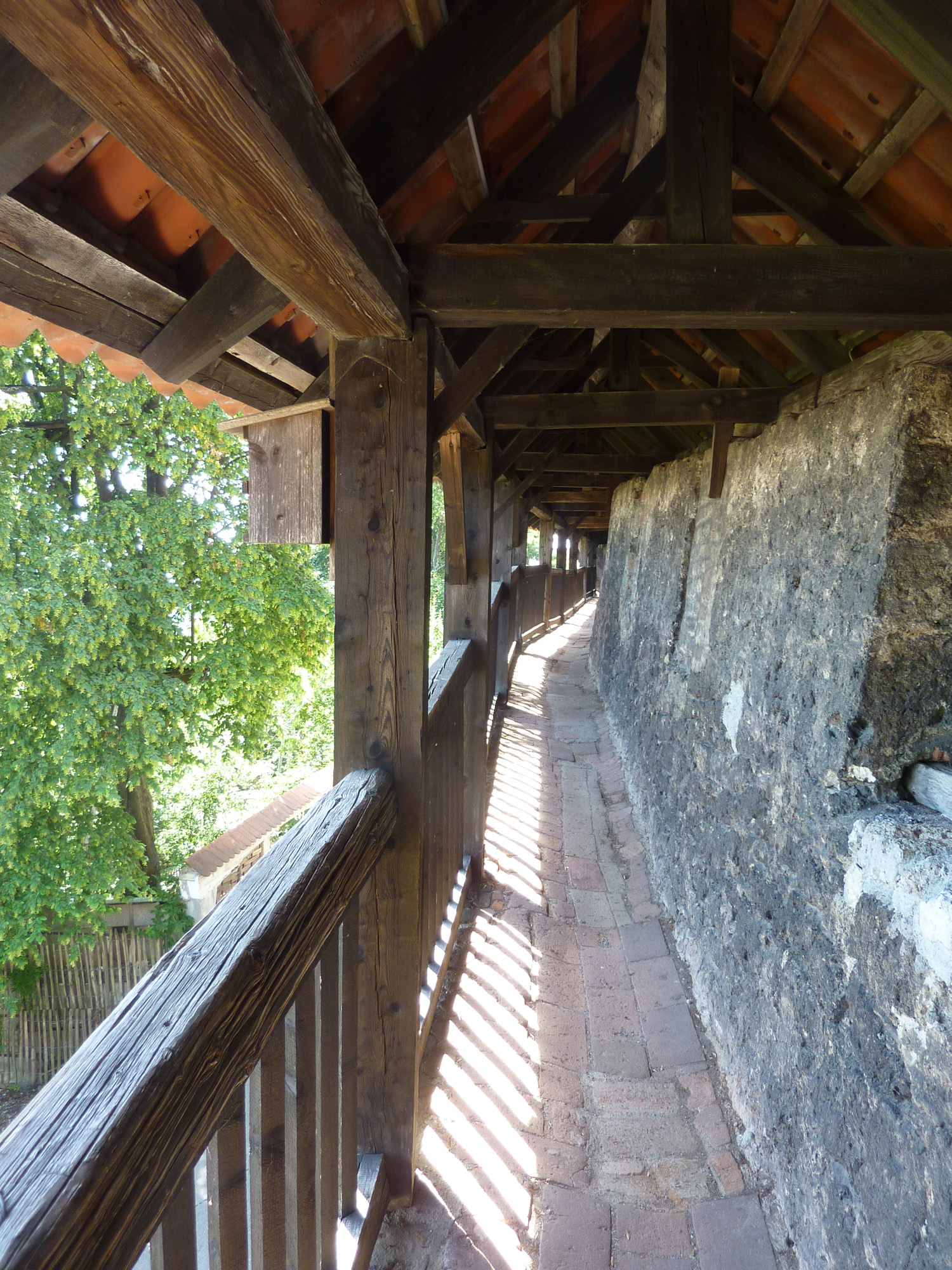
Wehrgang der Stadtmauer zwischen Fünfknopfturm und Blasiuskirche

Ab 1112 ist das Adelsgeschlecht der Freiherren von Buron/Beuren, aus Stoffen-Oberbergen bei Kaufering stammende Vasallen der Welfen, schriftlich belegt, die den Hof wohl schon seit Ende des 11. Jahrhunderts als erblichen Lehenbesitz innehatten. Nach deren Aussterben im Mannesstamm mit dem Tod Heinrichs des Jüngeren von Buron 1167 brachte Herzog Welf VI. den Ort an sich, da Heinrichs Schwester Liutgard beabsichtigte, das Familienerbe dem Kloster Ottobeuren zuzuwenden. Nach dem frühen Tod seines einzigen Sohnes schloss Welf einen Erbvertrag mit seinem Neffen, dem Stauferkaiser Friedrich Barbarossa, womit der Beurer Besitz nach seinem Tod 1191 an die Staufer fiel.

### Reichsstadt und Mediatisierung
Am 3. Februar 1286 wurde die Stadt vom römisch-deutschen König Rudolf I. von Habsburg als Reichsstadt privilegiert. Im Jahre 1327 erhielt Vils in Tirol durch Ludwig IV. das Stadtrecht nach dem Recht von Kaufbeuren. 1377 wurde die Stadt Kaufbeuren vom Herzog Friedrich von Teck und 1388 von den bayerischen Herzögen vergebens belagert. In den Jahren 1482/84, 1521 und 1627/29 wütete die Pest in Kaufbeuren; bei der letzten und schwersten Epidemie verlor die Stadt rund zwei Drittel ihrer Bevölkerung.
Die Stadt Kaufbeuren, ab 1500 Mitglied im Schwäbischen Reichskreis, verlor 1802 mit dem Reichsdeputationshauptschluss den Status einer Reichsstadt und fiel an das Kurfürstentum Bayern, das ab 1806 zum Königreich Bayern wurde.
1863 ging das Gaswerk Kaufbeuren in Betrieb. Bis 1953 diente es zur Erzeugung von Stadtgas aus Steinkohle.

### Weimarer Republik und Nationalsozialismus
Bis 1935 war Kaufbeuren eine sich selbst verwaltende Stadt. Zur Zeit des Nationalsozialismus wurde 1939 in einem nordöstlich von Kaufbeuren gelegenen Waldgebiet eine Munitionsfabrik der Dynamit AG, vormals Alfred Nobel u. Co, aufgebaut. Dort wurden Zwangsarbeiter und KZ-Häftlinge aus dem nahegelegenen KZ-Außenlager Riederloh in Steinholz bei Mauerstetten, einer Außenstelle des KZ Dachau, eingesetzt.
Zwischen Mai 1944 und April 1945 bestand auf dem Gelände einer ehemaligen Baumwollspinnerei ein KZ-Außenlager, das ebenfalls zum KZ Dachau gehörte bzw. dem KZ-Außenlager Allach unterstellt war. Hier waren zwischen 300 und 600 Häftlinge untergebracht, die für die Firma BMW in Zwangsarbeit Ersatzteile für Rüstungsgüter herstellen mussten.

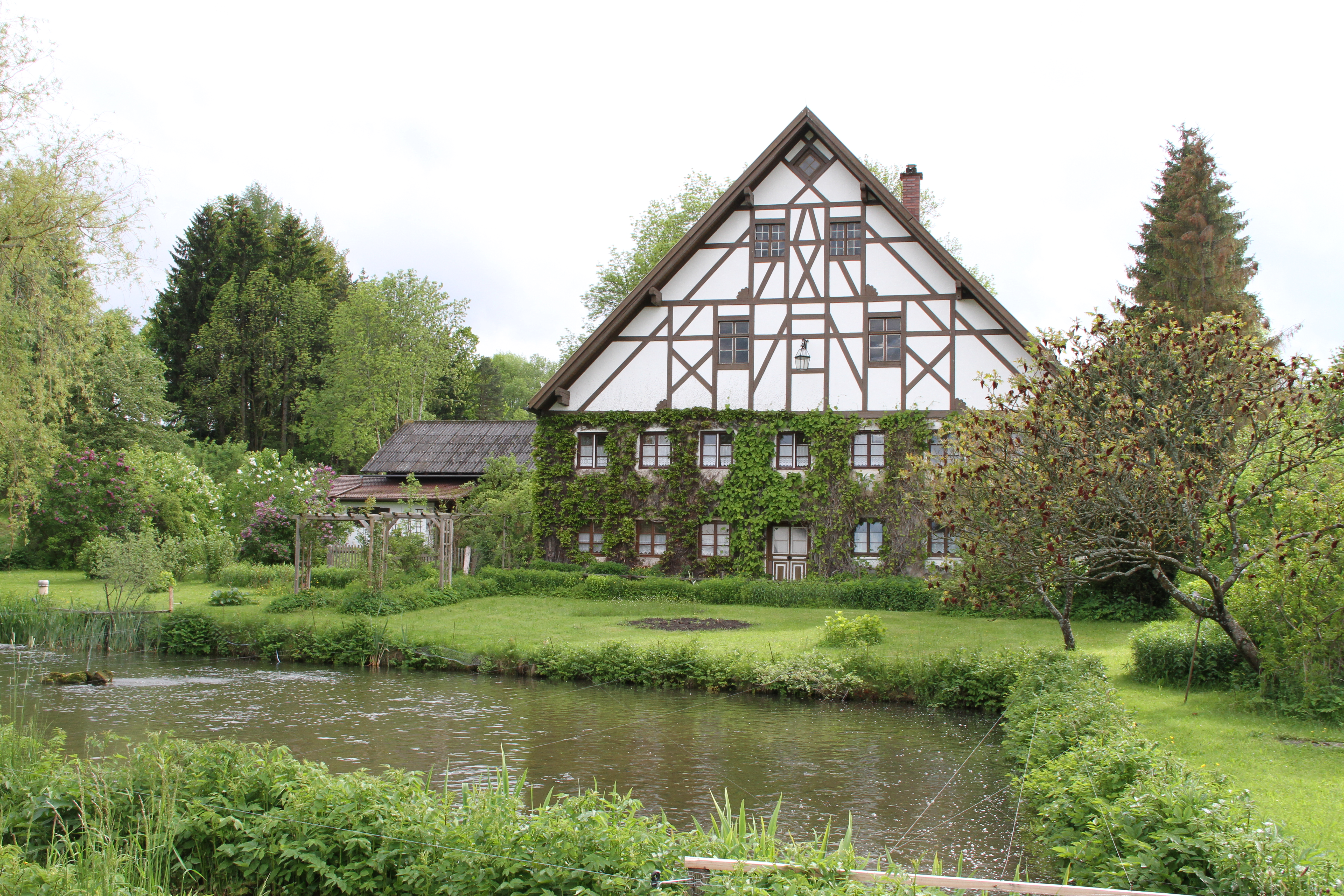
Haus in Oberbeuren

Aus der sogenannten Heil- und Pflegeanstalt, dem heutigen Bezirkskrankenhaus Kaufbeuren, wurden während der nationalsozialistischen Gewaltherrschaft unter der Leitung ihres Direktors Valentin Faltlhauser etwa 2000 psychisch kranke Kinder, Frauen und Männer in der „Euthanasie“-Tötungs-Aktion T4 nach Hadamar, Grafeneck und Hartheim deportiert. An diese Opfer erinnert seit 1989 ein Gedenkstein hinter der Klosterkirche der Anstalt.
→ Siehe auch weitere Hinweise zur Heil- u. Pflegeanstalt (1939–1945) im Hauptartikel: Aktion T4
Am 25. Februar 1945 wurde Kaufbeuren durch 13 B-17 Bomber bombardiert. Die Stadt überstand den Zweiten Weltkrieg fast ohne Schäden – geplante Bomberangriffe auf die Munitionsfabrik fielen auf Nebeltage. Nur an den Bahnanlagen am Grafensteigle wurden einzelne Einfamilienhäuser durch Bombentreffer beschädigt. Der NSDAP-Bürgermeister Karl Deinhardt übergab die Stadt am 27. April 1945 kampflos den einrückenden Amerikanern, die Stadt und Flughafengelände besetzten und die Munitionsfabrik Dynamit Nobel vor den Toren der Stadt sprengten.

### Nachkriegszeit und jüngste Vergangenheit
Ab Frühjahr 1946 entstand auf den Trümmern des Rüstungsbetriebs der heutige Stadtteil Neugablonz, gegründet von sudetendeutschen Vertriebenen aus Gablonz an der Neiße. Maßgeblich beteiligt an der Ansiedlung der Vertriebenen waren der von den Amerikanern wieder eingesetzte Vorkriegs-Bürgermeister Georg Volkhardt, der Landrat Georg Stang sowie der als „Vater von Neugablonz“ bekannt gewordene Ingenieur Erich Huschka. Die Vertriebenen wurden zunächst im Lager Riederloh untergebracht, ehe ihnen Flächen auf dem Gelände der Munitionsfabrik zugewiesen wurden.
Kaufbeuren wurde damit eine von fünf bayerischen Vertriebenenstädten.
Seit dem 1. Januar 1948 ist die Stadt wieder kreisfrei. Eine vom Stadtrat bereits beschlossene Eingliederung in den im Zuge der Gebietsreform in Bayern entstandenen Landkreis Ostallgäu wurde vom damaligen Bürgermeister Rudolf Krause blockiert. In einem Bürgerbegehren sprachen sich 68 Prozent der Wähler für die Kreisfreiheit aus.
1960 brannte das Rathaus Kaufbeuren.

#### Großbrand der Rosenbrauerei Kaufbeuren
Am Donnerstag, den 2. Juni 2022 kam es zu einem Großbrand auf dem Gelände der Rosenbrauerei auf dem Brauereiberg in Kaufbeuren.
Die Flammen zerstörten einen Großteil des leerstehenden, denkmalgeschützten Hauberrisserhauses sowie das Nebengebäude der Rosenbrauerei.
Das Hauberrisserhaus war Sitz der ehemaligen Rosenbrauerei. Es wurde vom Architekten Georg Joseph von Hauberrisser geplant. Er plante auch das Rathaus Kaufbeuren sowie das neue Rathaus in München.
Am 23. September 2008 erhielt die Stadt die von der Bundesregierung verliehene Auszeichnung „Ort der Vielfalt“.

### Eingemeindungen
Am 1. Juli 1972 wurden die bis dahin selbständigen Gemeinden Hirschzell und Oberbeuren eingegliedert. Kleinkemnat wurde am 30. Juni 1972, demnach einen Tag zuvor, nach Kaufbeuren eingemeindet.

## Bevölkerung

### Einwohnerentwicklung

Einwohnerentwicklung von Kaufbeuren, 1997–2021

Zwischen 1988 und 2018 wuchs die Stadt von 39.192 auf 43.893 um 4.701 Einwohner bzw. um 12 %.
| Jahr               | Einwohner |
| ------------------ | --------- |
| 1. Dezember 1840   | 5012      |
| 1. Dezember 1871   | 6199      |
| 1. Dezember 1900   | 9526      |
| 16. Juni 1925      | 10.540    |
| 17. Mai 1939       | 14.939    |
| 13. September 1950 | 22.252    |
| 6. Juni 1961       | 38.056    |
| 27. Mai 1970       | 43.059    |
| 25. Mai 1987       | 38.946    |
| 31. Dezember 2008  | 41.966    |
| 31. Dezember 2009  | 41.881    |
| 31. Dezember 2010  | 41.843    |

| Jahr              | Einwohner |
| ----------------- | --------- |
| 9. Mai 2011       | 41.550    |
| 31. Dezember 2011 | 41.460    |
| 31. Dezember 2012 | 41.570    |
| 31. Dezember 2013 | 41.759    |
| 31. Dezember 2014 | 42.014    |
| 31. Dezember 2015 | 42.731    |
| 31. Dezember 2016 | 43.134    |
| 31. Dezember 2017 | 43.478    |
| 31. Dezember 2018 | 43.893    |
| 31. Dezember 2019 | 44.398    |
| 31. Dezember 2020 | 44.662    |

### Bevölkerungsstruktur

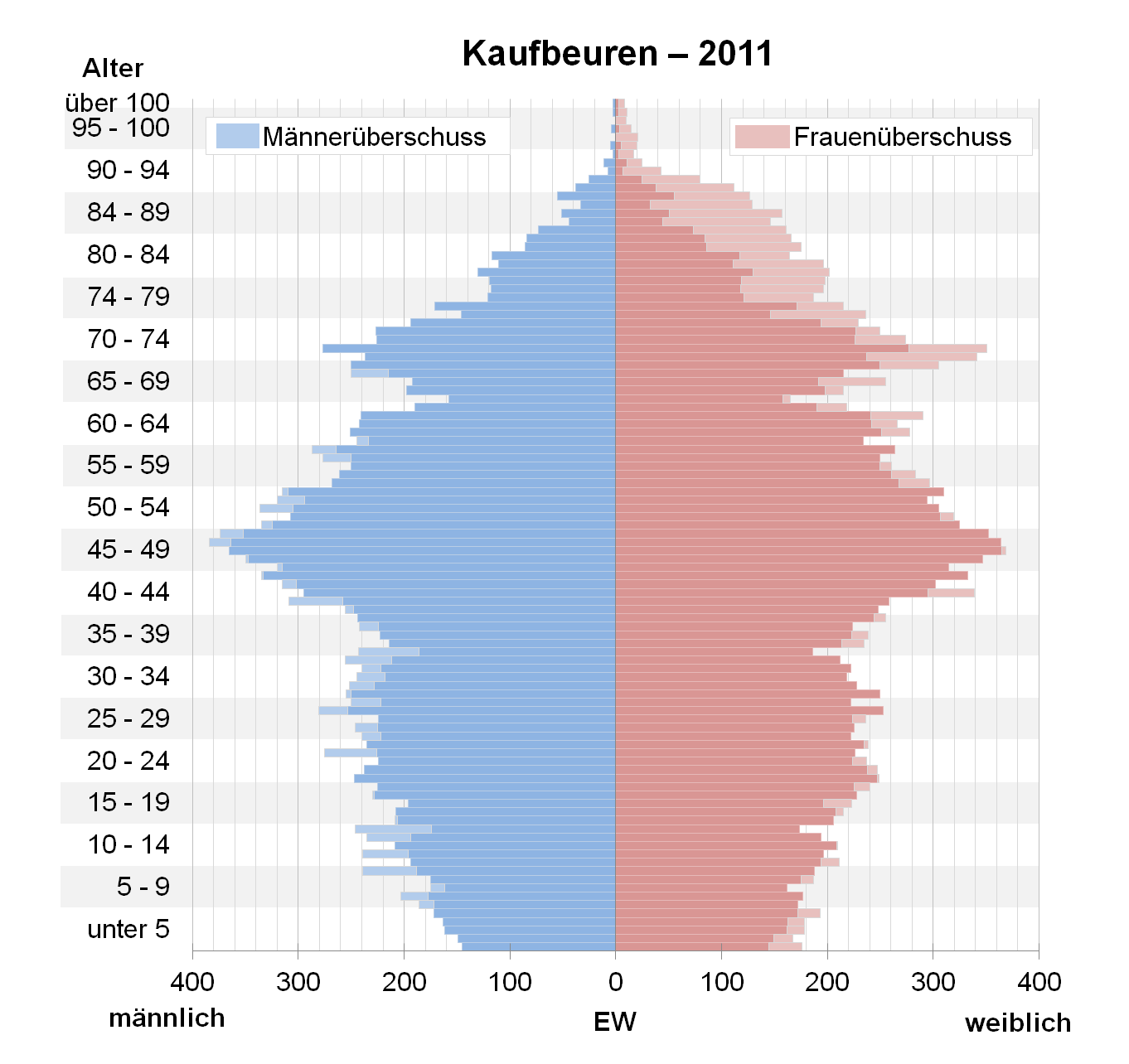
Bevölkerungspyramide für Kaufbeuren (Datenquelle: Zensus 2011)

Mit Stand vom 31. Dezember 2018 leben 45.701 Personen in Kaufbeuren (auch Nebenwohnsitze einbezogen). Die Altersverteilung innerhalb der Bevölkerung sieht nach Stand 31. Dezember 2018 folgendermaßen aus.
| unter 6 Jahre      | 6,20 %  |
| 7–17 Jahre         | 9,76 %  |
| 18–64 Jahre        | 62,75 % |
| 65–79 Jahre        | 14,21 % |
| 80 Jahre oder mehr | 7,07 %  |

Der Frauenanteil liegt zum 31. Dezember 2018 mit 23.093 Frauen (50,53 %) über dem der Männer (22.608).
Der Anteil an Ausländern liegt bei etwa 15,55 %. Wie auch in anderen „Vertriebenenstädten“ fanden in dem von der Kaufbeurer Kernstadt getrennten Stadtteil Neugablonz viele Russlanddeutsche/Spätaussiedler aus den ehemaligen UdSSR-Staaten wie einst Sudetendeutsche und andere Aussiedler-Gruppen ihre Heimat.
Am 13. September 1950 wurde die Anzahl der Flüchtlinge und Heimatvertrieben auf 7211 beziffert. Diese stieg bis 1965 auf 17695 Heimatvertriebene an.

### Religionen
Die Mehrheit der Christen Kaufbeurens gehören heute der römisch-katholischen Kirche an. Im Zuge der Reformation war Kaufbeuren jedoch eine evangelische Reichsstadt geworden. Bürgermeister Ludwig Bonrieder (1512–1589) unterzeichnete 1579 für den Rat der Stadt die lutherische Konkordienformel von 1577. Dieses Ereignis findet Ausdruck in einer starken evangelischen Bevölkerung (Evangelisches Hauptpfarramt in der Innenstadt; seit 1955 eigenes Pfarramt im Stadtteil Neugablonz) (Siehe auch: Evangelisches Kirchenarchiv Kaufbeuren).
Darüber hinaus sind folgende Freikirchen und kirchliche Gemeinschaften ansässig: Adventisten, Alt-Katholiken, Evangelisch-Freikirchliche, Freie evangelische, eine russischsprachige Baptistengemeinde sowie die Kirche Jesu Christi der Heiligen der Letzten Tage und die Neuapostolische Kirche.
Ferner existiert eine muslimische Minderheit überwiegend türkischer Abstammung, welche in Kaufbeuren zwei von Vereinen getragene Moscheen besuchen kann. Die muslimischen Gemeinden umfassten 2012 etwa 170 aktive Mitglieder.
Im Juli 2018 lehnte eine Mehrheit von etwa 60 % der Wähler (bei 45%iger Wahlbeteiligung) den Bau einer Moschee auf einem öffentlichen Grundstück ab. Der pensionierte Kriminalbeamte Werner Göpel hatte den Bürgerentscheid aus Angst vor einer angeblichen Islamisierung Kaufbeurens initiiert.
In der Altstadt von Kaufbeuren befindet sich das Crescentiakloster der Franziskanerinnen; vor den Toren der Stadt hat sich auf dem Gelände einer ehemaligen militärischen Radarstation, die ökumenische Zisterzienserabtei St. Severin des Ordens von Port Royal angesiedelt.

### Konfessionsstatistik
Gemäß dem Zensus 2011 waren 48,7 % der Einwohner römisch-katholisch, 21,5 % evangelisch und 29,8 % waren konfessionslos, gehörten einer anderen Glaubensgemeinschaft an oder machten keine Angabe. Der Anteil der evangelischen und katholischen Kirchenmitglieder ist seitdem beträchtlich gesunken. Ende 2024 waren von den Einwohnern 33,9 % katholisch, 15,1 % evangelisch und 51,0 % waren konfessionslos, gehörten einer anderen Glaubensgemeinschaft an oder machten keine Angabe.
Im Jahr 2024 wurden 505 Kirchenaustrittserklärungen beurkundet (313 Personen aus der römisch-katholische Kirche und 186 Personen aus der evangelische Kirche).

## Politik
- Linke: 1
- SPD: 3
- Grüne: 7
- Gen. KF: 4
- KI: 4
- FW: 6
- FDP: 1
- CSU: 13
- AfD: 1

### Stadtrat
Der Stadtrat der Stadt Kaufbeuren besteht aus 40 Ratsmitgliedern. Dies ist die festgelegte Anzahl für eine Stadt mit einer Einwohnerzahl zwischen 30.001 und 50.000. Der Stadtrat wird für jeweils sechs Jahre gewählt. Die derzeitige Amtsperiode dauert vom 1. Mai 2020 bis 30. April 2026.
Bei der letzten Kommunalwahl vom 15. März 2020 führte das Ergebnis zu folgender Sitzverteilung:
| Partei / Gruppierung                          | Sitze | 0+/−0 |
| Christlich-Soziale Union (CSU)                | 13    | − 2   |
| Sozialdemokratische Partei Deutschlands (SPD) | 3     | − 2   |
| Bündnis 90/Die Grünen                         | 7     | + 3   |
| Freie Demokratische Partei (FDP)              | 1     | − 2   |
| Die Linke                                     | 1     | + 1   |
| Alternative für Deutschland (AfD)             | 1     | + 1   |
| Freie Wählergemeinschaft                      | 6     | − 1   |
| Kaufbeurer Initiative e. V.                   | 4     | − 2   |
| Generation KF                                 | 4     | + 4   |

### Bürgermeister

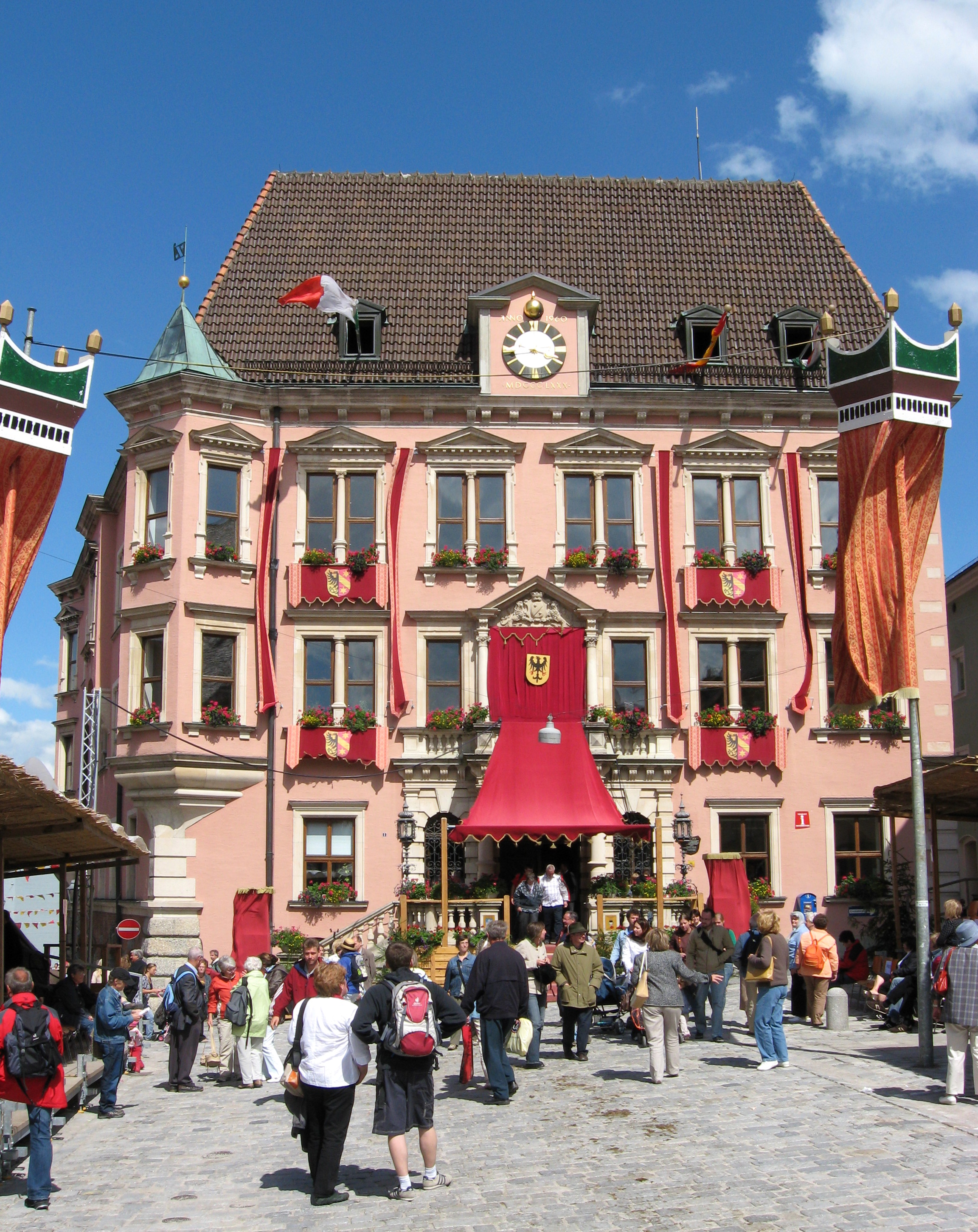
Rathaus

Seit dem 1. November 2004 ist der Verwaltungswirt Stefan Bosse (CSU) Oberbürgermeister der Stadt. Bei der Bürgermeisterwahl vom 16. März 2014 wurde dieser als Amtsinhaber mit 57,48 % der Stimmen wiedergewählt. Damit setzte er sich gegen die beiden Mitwettbewerber Johannes Espermüller von der FDP (23,34 %) und Catrin Riedl von der SPD (19,18 %) durch. Bei der Kommunalwahl im März 2020 wurde er erneut mit 54,5 % der gültigen Stimmen im Amt bestätigt und konnte sich damit gegen drei weitere Bewerber (Grüne/FDP, Freie Wähler, SPD) durchsetzen.

### Wappen
| Wappen der kreisfreien Stadt Kaufbeuren | Blasonierung: „Gespalten von Gold und Rot; vorne am Spalt ein halber schwarzer Adler, hinten ein von zwei sechsstrahligen goldenen Sternen beseiteter goldener Schrägbalken.“ |
| Wappen der kreisfreien Stadt Kaufbeuren | Wappenbegründung: Der goldene Schrägbalken und die zwei goldenen Sterne stammen von einem Siegelabdruck aus dem Jahr 1295 mit der Umschrift SIGILLVM CIVITATIS BVRON. Der halbe Adler ist ein Symbol für den Status der Stadt als Reichsstadt und erscheint erstmals auf einem Sekretsiegel von 1323. Die Stadtfarben Kaufbeurens sind Rot und Gelb und lassen sich seit der Mitte des 15. Jahrhunderts nachweisen. |

### Städtepartnerschaften und Patenschaften
Kaufbeuren unterhält Städtepartnerschaften mit folgenden Städten:
- Ferrara in Italien, Städtepartnerschaft seit 1991
- Szombathely in Ungarn, Städtepartnerschaft seit 1992
- Jablonec nad Nisou in Tschechien, Städtepartnerschaft seit 2009. Bereits im Jahr 1954 war aufgrund einer Anregung des Deutschen Städtetages eine Patenschaft für das ehemalige Gablonz an der Neiße übernommen worden, die 1981 auf den ganzen Landkreis erweitert wurde. Zudem ist Neugablonz ein Stadtteil von Kaufbeuren und wurde als Vertriebenenstadt gegründet.

Seit Januar 2004 beteiligt sich Kaufbeuren an der Stiftung „Zentrum gegen Vertreibungen“, um künftige Patin dieser Stiftung zu sein.

## Kultur und Sehenswürdigkeiten

### Theater und Museen
- Stadtmuseum Kaufbeuren
- Kunsthaus Kaufbeuren Kunsthalle für Ausstellung zeitgenössischer und kulturhistorischer Kunst, erbaut 1996
- Feuerwehrmuseum
- Puppentheater-Museum
- Isergebirgs-Museum Neugablonz
- Erlebnisausstellung der Gablonzer Industrie[43]
- Heimatmuseum Gablonz mit Gablonzer Haus und Galerie
- Crescentia-Gedenkstätte
- Mit dem Stadttheater Kaufbeuren, dem 2013 wiedereröffneten Stadtmuseum (vormals Heimatmuseum) und dem Kunsthaus Kaufbeuren gibt es weitere kulturelle Akzente.

### Bauwerke

#### Profane Bauwerke

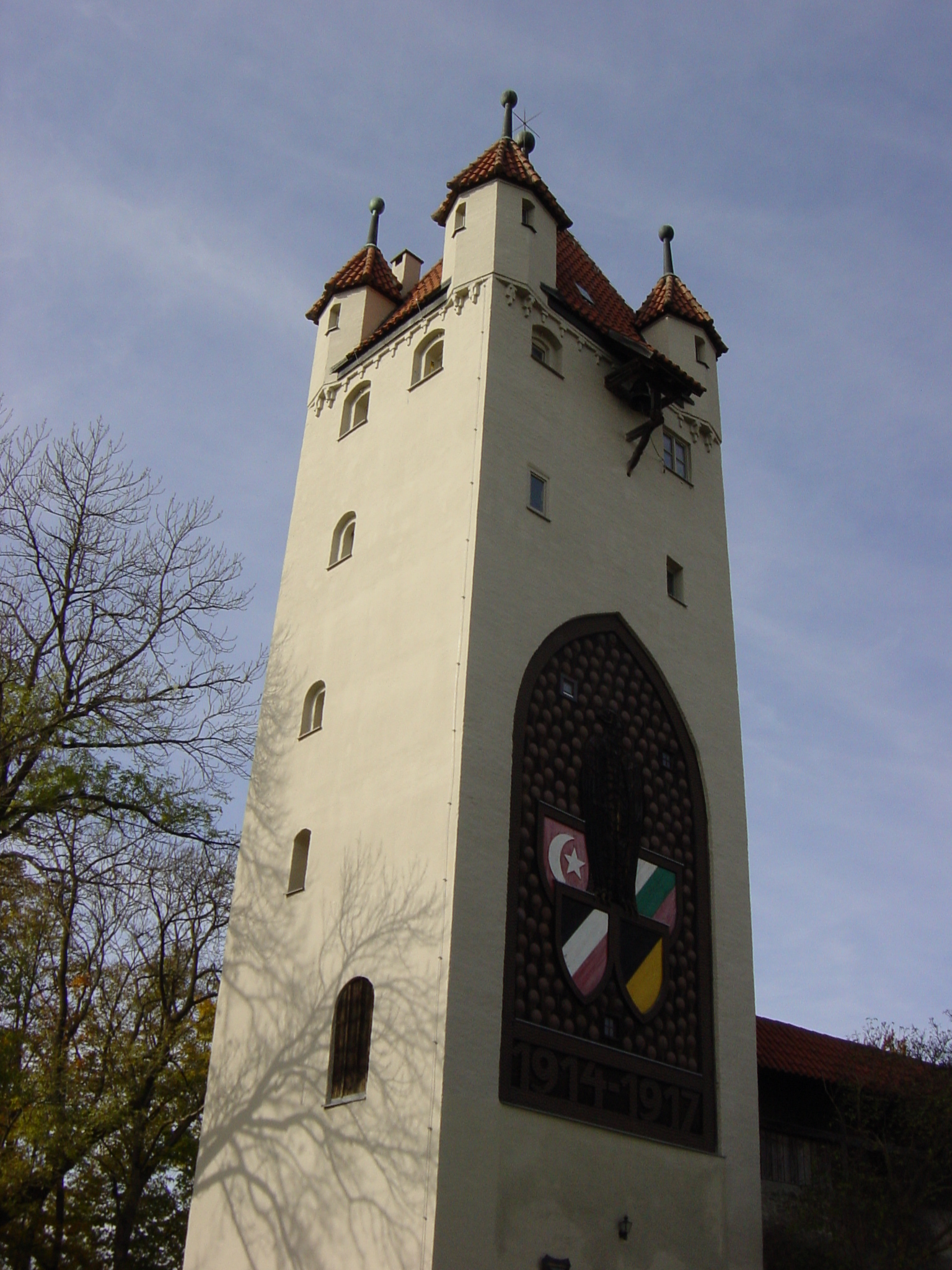
Fünfknopfturm

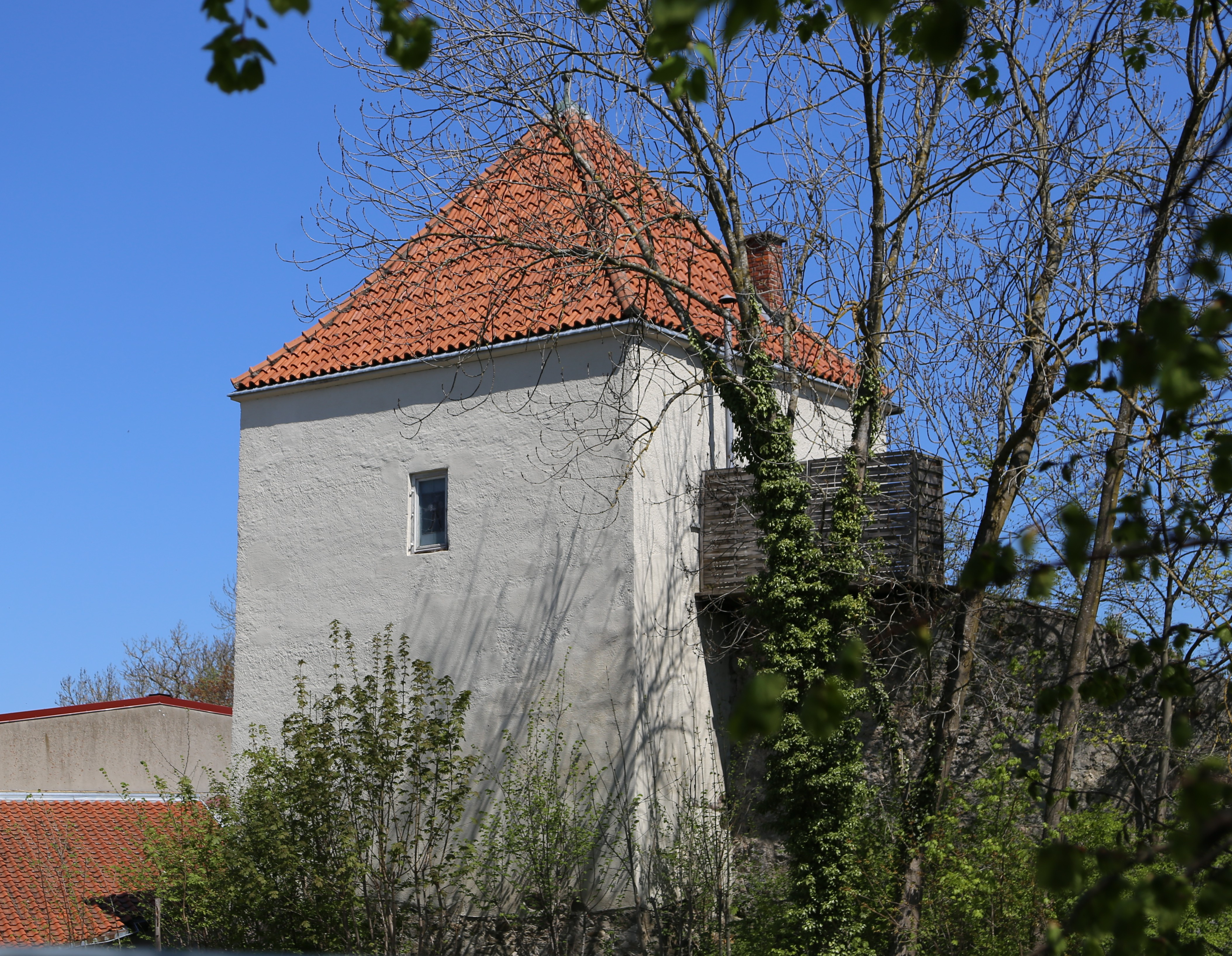
Hexenturm

In Kaufbeuren gibt es viele, vor allem ältere Sehenswürdigkeiten. Dazu zählen das Rathaus, das nach Plänen von Georg von Hauberrisser, dem Architekten der Rathäuser in München, Wiesbaden und St. Johann an der Saar, in den Jahren 1879 bis 1881 erbaut wurde, sowie das Kloster Kaufbeuren (um 1250 gegründet), das vor allem durch Crescentia (Anna Höß) Berühmtheit erlangte.
Viele der Sehenswürdigkeiten wie
- der Fünfknopfturm, das Wahrzeichen der Stadt
- der Hexenturm
- der Gerberturm
- der Blasiusturm
- der Sywollenturm
- und das Zollhäuschen

stammen aus der ehemaligen historischen Stadtmauer. Die Mauer ist in Teilen im Bauzustand des Spätmittelalters bewahrt. In dieser Zeit erreichte sie mit 1,6 km Gesamtlänge ihren größten Umfang. 1333 wurde sie erstmals als „Ringmauer“ in den schriftlichen Quellen erwähnt. Eine genaue Datierung anhand der Bausubstanz ist nicht möglich, da unterschiedliche Materialien – beispielsweise an der Nordflanke – verschiedene Bauphasen lediglich vortäuschen. Zuvor diente wahrscheinlich ein Erd- oder Kieswall als Befestigungsanlage der Stadt.
Auf der Mitte des gesellschaftlichen Mittelpunktes von Kaufbeuren, der Kaiser-Max-Straße, befindet sich der im Jahre 1753 errichtete Neptunbrunnen. Besonders beim Tänzelfest verwandelt sich die Kaiser-Max-Straße in eine Prachtallee, die schon beinahe an einen mittelalterlichen Turnierplatz erinnert.

#### Sakralbauten

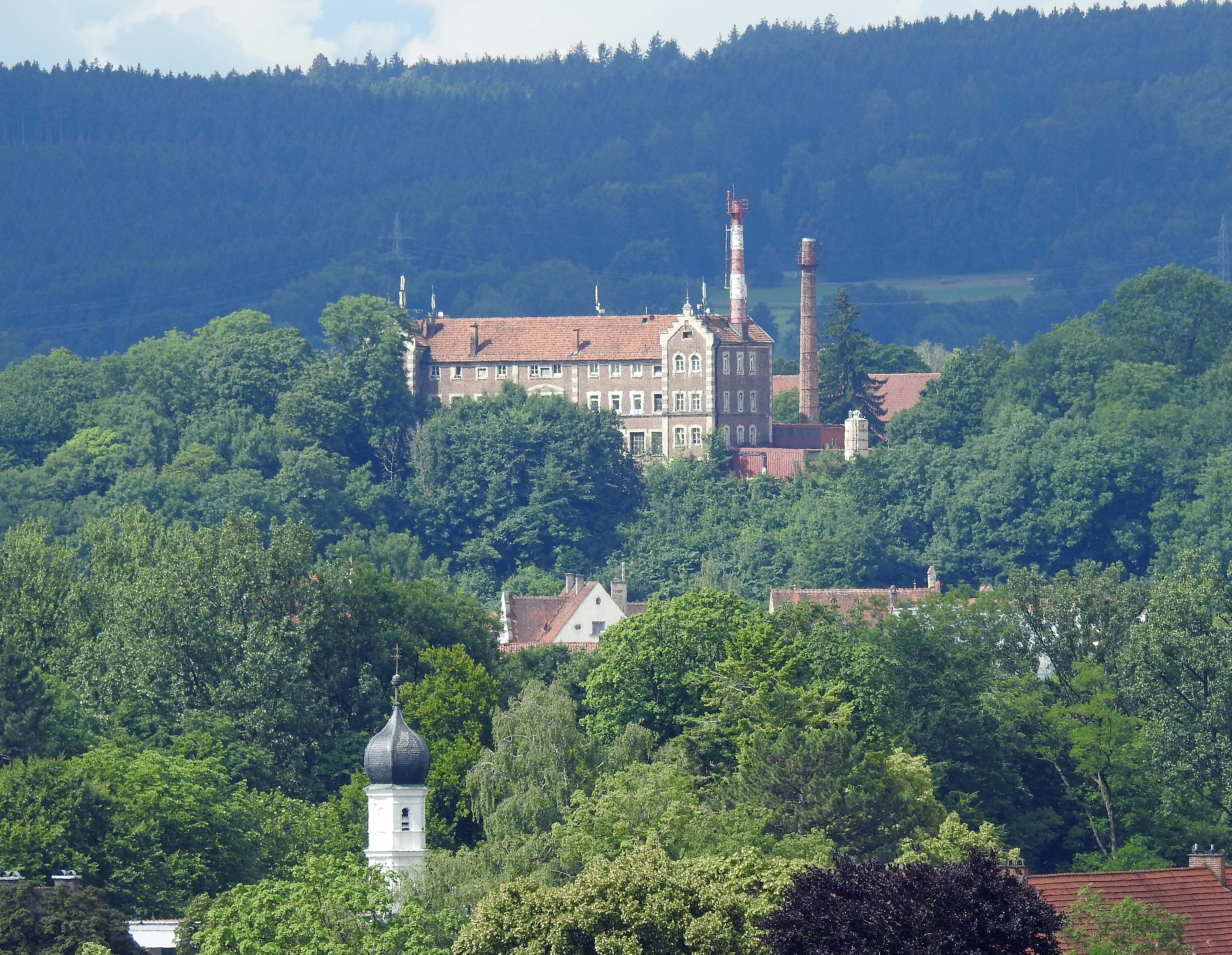
St. Dominikus und Brauereiberg

- Die Kirche St. Dominikus ist die älteste Kirche der Stadt Kaufbeuren; erbaut 1182, gotisch umgebaut und im Barock weiter umgestaltet.[45]
- Römisch-katholische Kirche St. Blasius
- Stadtpfarrkirche St. Martin: römisch-katholisch, geht auf einen romanischen Vorgängerbau des 13. Jahrhunderts zurück. Der Umbau im gotischen Stil erfolgte 1438 bis 1443.[46]
- Dreifaltigkeitskirche: evangelisch, geht auf das von König Maximilian I. im Jahr 1504 erworbene Stadtquartier zurück. Sie wurde im Jahr 1604 in 39 Wochen Bauzeit zur evangelischen Kirche umgebaut.[47]

#### Baudenkmäler
→ Liste der Baudenkmäler in Kaufbeuren

### Schutzgebiete
In Kaufbeuren gibt es ein Landschaftsschutzgebiet und zwei FFH-Gebiete.

### Größter echter Adventskranz der Welt

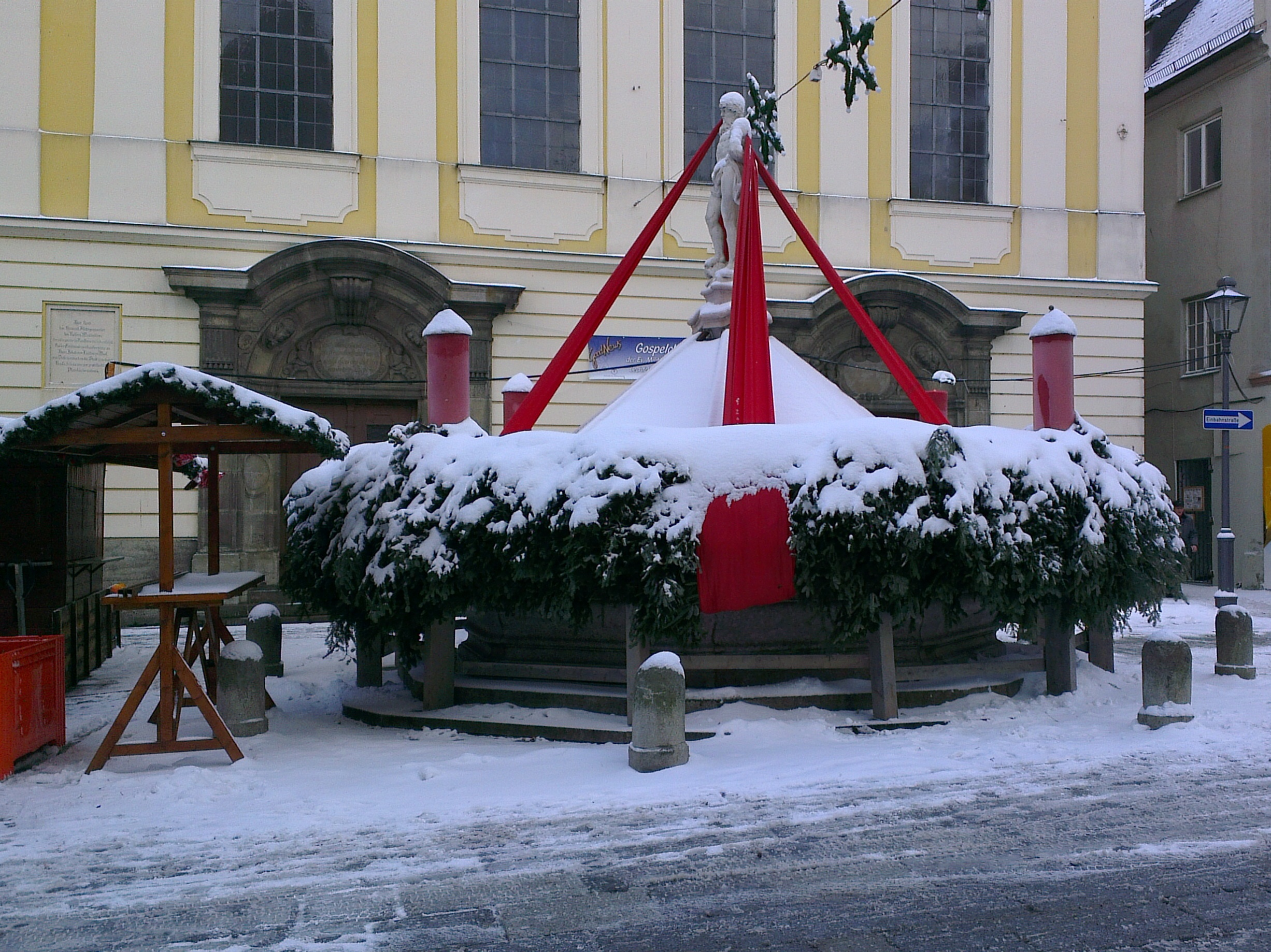
Adventskranz in Kaufbeuren

Acht Meter Durchmesser hat der Adventskranz in Kaufbeuren. Der nach den Angaben von Kaufbeuren Marketing größte echte Adventskranz der Welt, der aus natürlichen Tannenzweigen besteht, ist vom Ersten Advent bis zum Dreikönigstag am Neptunbrunnen aufgebaut. Die Wachskerzen des Kranzes haben eine Höhe von etwa 150 Zentimetern und ein Gewicht von rund 150 Kilogramm. Mit Stoffbändern scheint der Kranz an der Gabel des Neptuns zu hängen. Am ersten Advent wird die erste Kerze mit der Segnung des evangelischen und des katholischen Stadtpfarrers entzündet. Jeden Abend sorgt die evangelische Gemeinde für ein sogenanntes „Betthupferl“ am Adventskranz. Es werden Lieder gesungen, Geschichten gelesen und Süßigkeiten verteilt.

### Regelmäßige Veranstaltungen

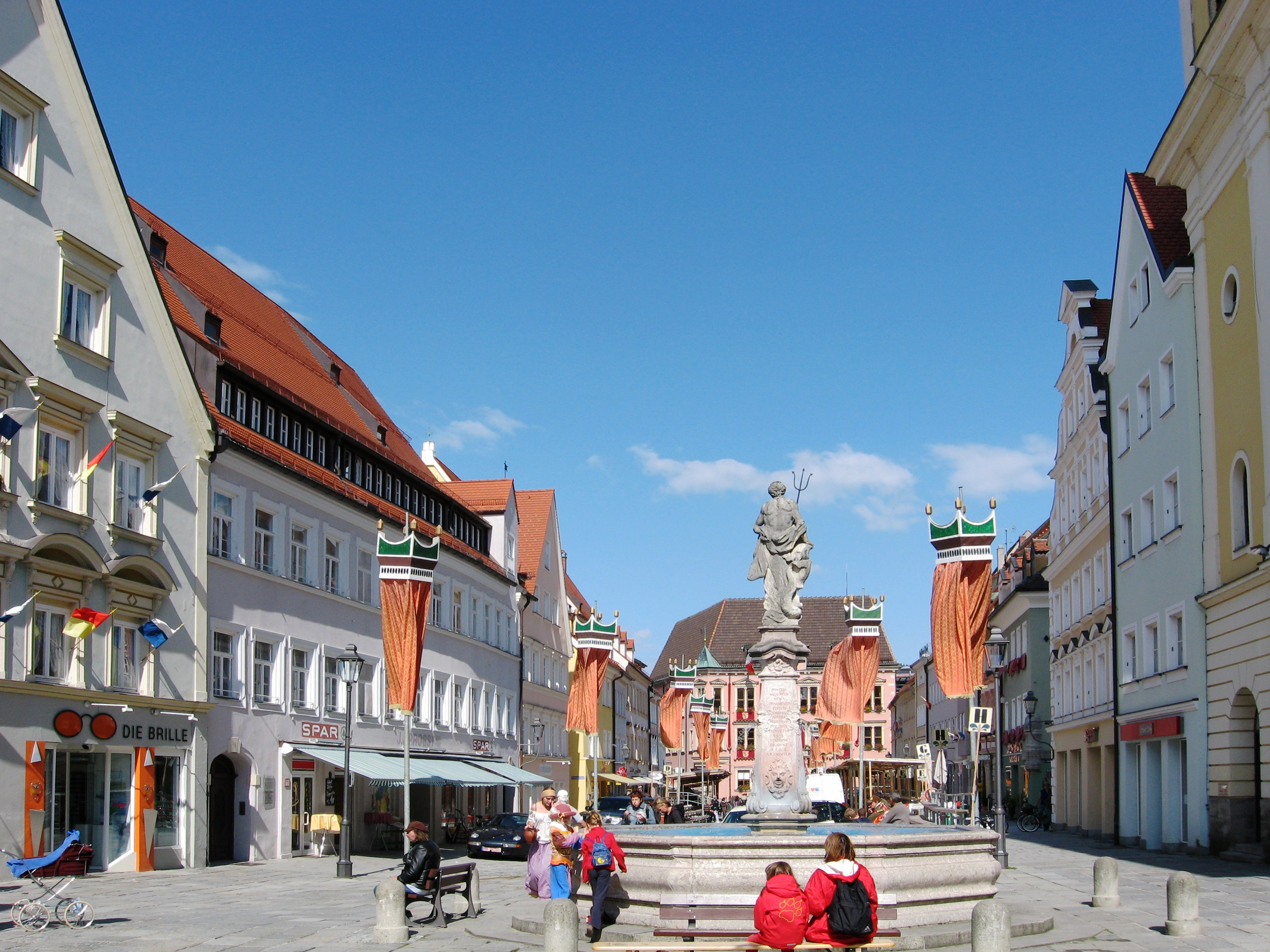
Der Neptunbrunnen im Sommer während des Tänzelfestes

Das Tänzelfest findet alljährlich im Juli vor den Sommerferien statt. Es gilt als ältestes Kinderfest in Bayern. Es finden Umzüge und Veranstaltungen in traditionellen historischen, mittelalterlichen und frühneuzeitlichen, Kostümen statt, die an die (historisch gesicherten) Besuche von Kaiser Maximilian I. im 15. Jahrhundert erinnern sollen.
Die Kaufbeurer Faschingsveranstaltung „Aufbruch-Umbruch“ wurde im Jahr 1986 initiiert unter Mitwirkung zahlreicher Kaufbeurer Vereine. 2004 erhielt die Veranstaltung den Kulturpreis der Stadt Kaufbeuren.

### Freizeit und Sport
Kaufbeuren ist bekannt für seine Eishockeymannschaft, den ESV Kaufbeuren, der 1994 Gründungsmitglied der Deutschen Eishockey Liga war und schon in den Vorjahren häufig erstklassig spielte.
Aus der Fußballmannschaft der SpVgg Kaufbeuren gingen folgende bekannte Spieler hervor: Franz „Bulle“ Roth, Karl Borutta, Peter Kupferschmidt. 2009 feierte der Verein sein 100-jähriges Bestehen. In Kaufbeuren gibt es zudem die Schützenvereine FSG Kaufbeuren, die Andreas Hofer Olympiaschützen sowie die Altschützen Kaufbeuren.
2021 hatte sich die Stadt als Host Town für die Gestaltung eines viertägigen Programms für eine internationale Delegation der Special Olympics World Summer Games 2023 in Berlin beworben. 2022 war die Stadt als Gastgeberin für Special Olympics Aruba ausgewählt worden. Die Delegation bestand aus etwa 30 Personen. Damit wurde Kaufbeuren Teil des größten kommunalen Inklusionsprojekts in der Geschichte der Bundesrepublik mit mehr als 200 Host Towns.
Im Snooker wurde der PSC Kaufbeuren dreimal Deutscher Snooker-Meister (2001, 2002, 2005).
Der Jordan Badepark bietet Bademöglichkeiten in einem Hallen- und einem Freibad, ein weiteres Freibad befindet sich in Neugablonz. Im Parkstadion im Jordanpark gibt es neben einem Fußballfeld mit Tribüne auch eine Laufbahn, die Leichtathletik-Wettbewerbe ermöglicht. Kartsport kann in der All-Kart-Halle ausgeübt werden. Außerdem wurde an der Osttangente in Kaufbeuren ein Kletterturm mit 760 m² Kletterfläche außen und innen errichtet; er enthält eine Speedkletterwand und eine Boulderhalle mit Schwierigkeitsgraden 3- bis 10+.
Durch die Stadt führen die Radrunde Allgäu sowie der Allgäu-Radweg.
Das Cico Kaufbeuren in der Daniel-Kohler-Straße ist ein Multiplex-Kino.

## Wirtschaft und Infrastruktur
Im Jahre 2016 erbrachte Kaufbeuren ein Bruttoinlandsprodukt von 1,558 Milliarden €. Das BIP pro Kopf lag im selben Jahr bei 36.296 € (Bayern: 44.215 €, Deutschland: 38.180 €). In der Stadt gab es 2016 ca. 25.200 erwerbstätige Personen. Die Arbeitslosenquote lag im Dezember 2018 bei 3,8 %.
Im Zukunftsatlas 2016 belegte die kreisfreie Stadt Kaufbeuren Platz 188 von 402 Landkreisen, Kommunalverbänden und kreisfreien Städten in Deutschland und zählt damit zu den Orten mit „ausgeglichenem Chancen-Risiko Mix“ für die Zukunft. In der Ausgabe von 2019 lag sie auf Platz 82 von 401.

### Unternehmen
Aus dem mittelalterlichen Textilhandwerk und -handel entwickelte sich in der ersten Hälfte des 19. Jahrhunderts die von Christoph Friedrich Heinzelmann und anderen Mitgliedern eingesessener Kaufmannsfamilien im Jahr 1839 gegründete und 2005 insolvente mechanische Baumwollspinnerei und -weberei Momm. Das denkmalgeschützte Fabrikgelände ist seit 2007 im Besitz der Unterthingauer Familie Schoder und wird saniert und als Gewerbepark entwickelt. Derzeit nutzen den Gewerbepark Momm rund 25 Unternehmen, weite Teile der Flächen stehen leer oder sind zwischenvermietet.

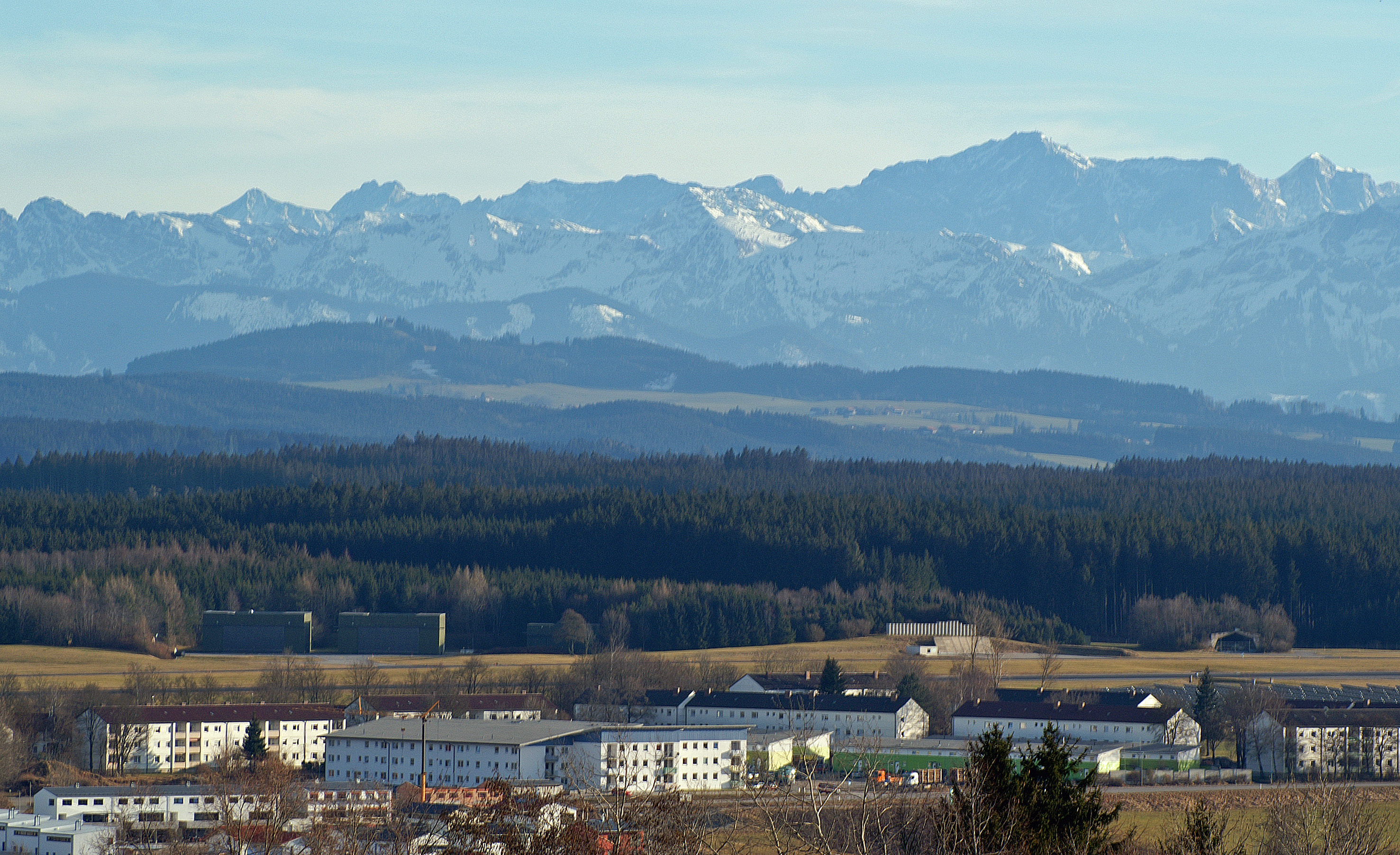
Fliegerhorst Kaufbeuren

Auf dem zwischen 1933 und 1935 für die Luftwaffe der Wehrmacht gebauten Fliegerhorst Kaufbeuren war von 1957 bis 2013 die Technische Schule der Luftwaffe 1 untergebracht. Die TSLw1 stellte bis in die 2010er Jahre mit über 1100 Arbeitsplätzen den größten Arbeitgeber der Stadt dar, soll aber bis 2017 auf andere Bundeswehrstandorte umziehen; formal ist die Umorganisation bereits seit 2013 vollzogen, der Standort am Fliegerhorst soll komplett geschlossen werden. Die Konversion des 2,3 km² großen Geländes in Verbindung mit dem Verlust von rund 610 zivilen Arbeitsplätzen im Fliegerhorst stellt die Stadt vor erhebliche Probleme. Der Fliegerhorst Kaufbeuren fungiert vom 1. Januar 2014 an als Abteilung Süd des TAusbZLw.
Der Rechnerhersteller Kontron kündigte 2013 an, Niederlassung und Werk in Kaufbeuren mit über 200 Mitarbeitern zu schließen.
Daneben bildet das traditionelle Braugewerbe in Kaufbeuren einen regionalen Wirtschaftsfaktor. Von den zeitweilig 16 in Kaufbeuren ansässigen Brauereien existiert heute allerdings nur noch die Aktienbrauerei.
Gewerbeflächen am Südrand von Kaufbeuren entwickelten sich in den 1970er und 1980er Jahren zur Heimat mittelständischer Elektronikindustrie. Der Standort mit großen Produktionshallen und einer eigenen Arbeitersiedlung ging aus der Schreibmaschinenproduktion der 1969 von Olympia aufgekauften Alpina Büromaschinen hervor. An dem 1975 geschlossenen Standort waren Anfang der siebziger Jahre noch mehr als 1400 Mitarbeiter vorwiegend in der Produktion beschäftigt.
Das Bauunternehmen Dobler hat in Kaufbeuren seinen Unternehmenssitz.
Der weltweit tätige Papier- und Wellpappehersteller Hans Kolb Wellpappe aus Memmingen betreibt im Norden der Stadt eine Papierfabrik.
2013 baute der Hydraulikhersteller HAWE in Kaufbeuren auf einer Fläche von rund 5 Hektar ein Zweigwerk, das 2014 eröffnet wurde und rund 600 Mitarbeiter beschäftigt.
Weitere große Arbeitgeber sind die Technologiefirma Sensor-Technik Wiedemann mit rund 440 Arbeitsplätzen sowie der öffentliche Dienst.
Der Stadtteil Neugablonz entstand 1946 als Vertriebenenstadt auf dem Gelände einer Fabrik der Dynamit AG und beherbergt seit 1945 Glas-, Metall- und Schmuckindustrie.

### Medien
Die Redaktion des Allgäuer Zeitungsverlags produziert hier den Kaufbeurer Lokalteil des Blattes. Der Kreisboten-Verlag verfügt in Kaufbeuren über eine eigene Lokalredaktion für die Veröffentlichungen am Mittwoch und Samstag. Nach der Fusion von Radio Ostallgäu mit RSA – Der Allgäusender wird weiterhin ein Lokalprogramm aus dem Funkhaus Kaufbeuren für das Sendegebiet Kaufbeuren-Ostallgäu gesendet.

### Öffentliche Einrichtungen
In Kaufbeuren gibt es ein Amtsgericht, ein Finanzamt, ein Jobcenter sowie ein Amt für Ernährung, Landwirtschaft und Forsten. Das Staatliche Hochbauamt Kempten betreibt in Kaufbeuren ein Büro. Ferner ist ein Ortsverband des Technischen Hilfswerks ansässig.

### Verkehr

#### Straßenverkehr
Die Stadt ist an zwei Bundesstraßen angeschlossen: Die B 12 führt mit direktem Anschluss an Kaufbeuren vorbei, und die B 16 verläuft direkt durch Kaufbeuren. Kaufbeuren hat als einzige kreisfreie Stadt der alten Bundesländer keinen eigenen Autobahnanschluss. Die nächstliegende Autobahn A 96 befindet sich bei Buchloe und ist etwa 20 km nördlich von Kaufbeuren entfernt; die Zuführung erfolgt über die teilweise dreispurig ausgebaute B 12.

#### Schienenverkehr

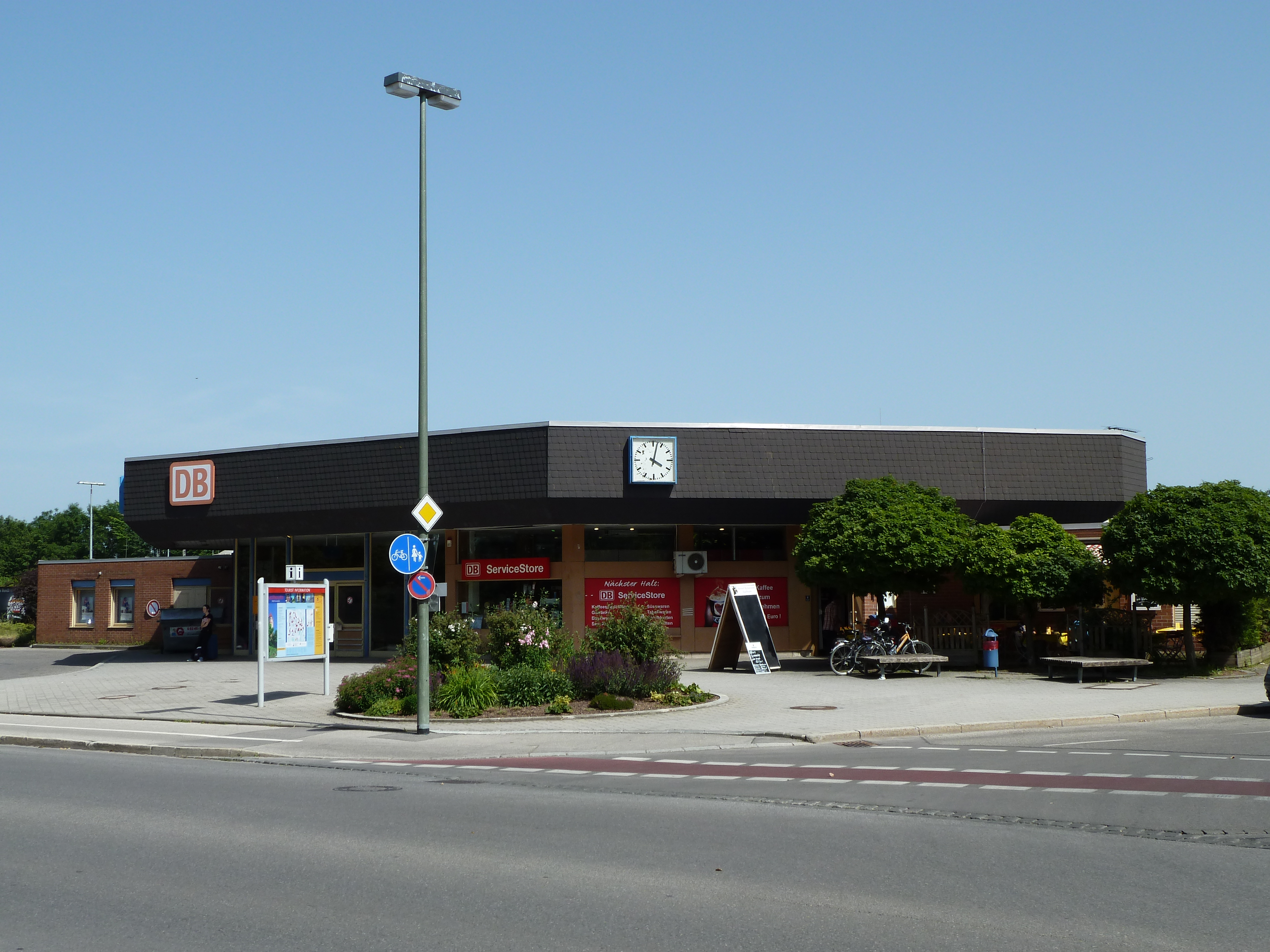
Bahnhof Kaufbeuren

Kaufbeuren liegt an der nichtelektrifizierten Bahnstrecke Buchloe–Lindau. Der Bahnhof Kaufbeuren wird im Regionalverkehr von Zügen der Deutschen Bahn bedient.
Der Bahnhof Kaufbeuren wurde im Jahr 1847 bei dem Anschluss der Stadt an die Ludwig-Süd-Nord-Bahn in Betrieb genommen. Das ursprüngliche Bahnhofsgebäude wurde 1978 abgerissen und ein Jahr später durch einen flachen Neubau ersetzt. Ein geplanter Neubau des Bahnhofsgebäudes wurde von der Bahn Ende 2013 auf unbestimmte Zeit verschoben.
Aufgrund der Lage im erweiterten Einzugsbereich von München und Augsburg gibt es zahlreiche Pendler.
Bis 1972 zweigte in Kaufbeuren die Nebenbahn Kaufbeuren–Schongau von der Allgäubahn ab. Diese Bahnstrecke wurde mittlerweile zurückgebaut und auf weiten Teilen durch einen Radweg, Dampflokrunde bzw. im weiteren Verlauf nach Schongau Sachsenrieder Bähnle genannt, ersetzt.

#### Öffentlicher Nahverkehr
Der regionale Busverkehr und das Stadtbusnetz wird von der Verkehrsgesellschaft Kirchweihtal betrieben.

#### Luftverkehr
Südlich von Kaufbeuren befindet sich der Fliegerhorst Kaufbeuren. Der Bundeswehrstandort sollte nach einer Presseerklärung des Bundesverteidigungsministers vom Oktober 2011 geschlossen werden und wird nur noch vom Luftsportverein Kaufbeuren genutzt. Ein Abzug der Bundeswehr war bis 2017 geplant, dieser wurde jedoch verschoben und konnte schlussendlich abgewendet werden, sodass der Standort nach einer Entscheidung des Bundesverteidigungsministeriums im Jahr 2021 dauerhaft erhalten werden soll.
Der nächstgelegene Verkehrsflughafen ist der Flughafen Memmingen, von dem aus Billigfluggesellschaften und Chartermaschinen überwiegend europäische Ziele anfliegen. Der nächstgelegene Großflughafen ist der etwa 120 Kilometer nordöstlich liegende Flughafen München.

### Bildung

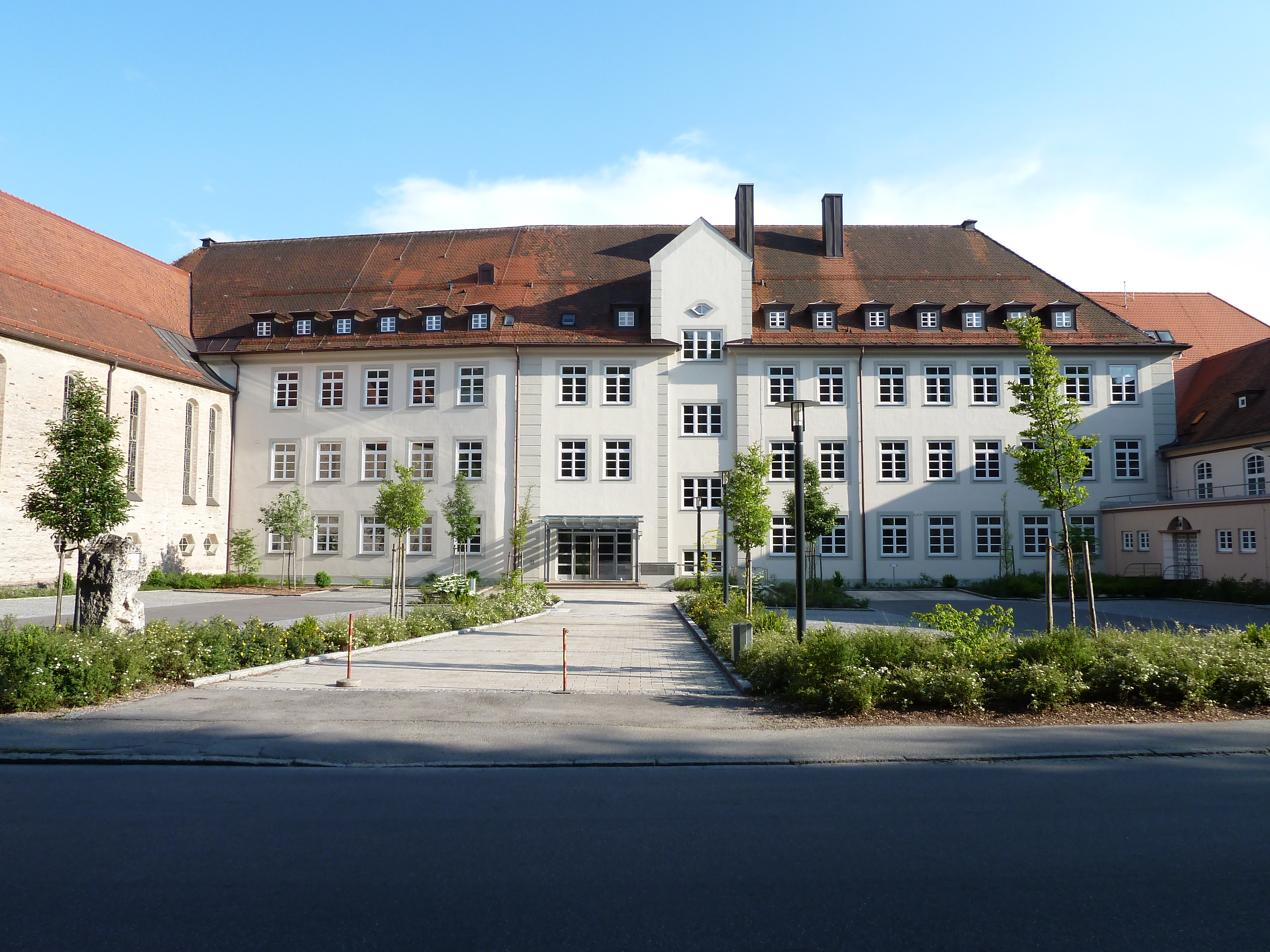
Marienschule

In der Stadt gibt es acht Grund- und Mittelschulen, zwei Förderschulen sowie die Sophie-La-Roche-Realschule, die Marien-Realschule für Mädchen, das Jakob-Brucker-Gymnasium, das Marien-Gymnasium, die staatliche Fachober- (FOS) und Berufsoberschule (BOS) und die Private Wirtschaftsschule Frenzel e. V.
Des Weiteren existieren die staatliche Berufsschule mit den Fachbereichen Wirtschaft u. Verwaltung, Elektro-, Holz-, Metall- und Farbtechnik, eine staatliche Berufsfachschule für Hauswirtschaft, eine staatliche Berufsfachschule für Kinderpflege, eine staatliche Berufsfachschule für Glas und Schmuck, eine Berufsfachschule für Krankenpflege, eine Berufsfachschule für Krankenpflege des Bezirks Schwaben am Bezirkskrankenhaus, eine Fachschule für Altenpflege und die staatliche Technikerschule für Agrarwirtschaft.
Auch in Kaufbeuren beheimatet sind eine Außenstelle der Fachhochschule für öffentliche Verwaltung und Rechtspflege in Bayern, die Volkshochschule und die Städtische Sing- und Musikschule.
- Siehe auch: Liste der Schulen in Kaufbeuren